# Franz Künzer (Verwaltungsjurist)
Franz Eduard Künzer (* 16. April 1864 in Marienwerder, Westpreußen; † 12. Februar 1947 in Potsdam) war ein deutscher Verwaltungsjurist.

## Leben
Seine Eltern waren der Gymnasialprofessor Hugo Joseph Eduard Künzer (1829–1888) und dessen Ehefrau Mathilde geb. Marquardt. Franz Künzer war mit Clara geb. Mitzlaff verheiratet. Sie schenkte ihm zwei Söhne und zwei Töchter.
Franz Künzer besuchte das Gymnasium in Strasburg und Marienwerder. Danach studierte der Rechtswissenschaften an der Schlesischen Friedrich-Wilhelms-Universität Breslau, der Kaiser-Wilhelms-Universität Straßburg und der Friedrich-Wilhelms-Universität zu Berlin. Während seines Studiums wurde er 1881 Mitglied der Burschenschaft Germania Straßburg. Von 1884 bis 1888 war er Referendar in Tiegenhof, Danzig und Marienwerder. 1889/90 war er als Gerichtsassessor in Marienwerder tätig. Als Hilfsarbeiter kam er noch 1890 zum Magistrat Danzigs, danach zum Landesdirektor der Provinz Sachsen in Merseburg. Von 1892 bis 1919 war Künzer Zweiter Bürgermeister von Posen. Ab 1894 war er Vorstands- und ab 1895 auch Ausschussmitglied im Deutschen Sparkassenverband der Provinz Posen. Seit 1897 saß er im Hauptausschuss des Deutschen Vereins für Armenpflege und Wohltätigkeit.
Künzer war Vorsitzender des Provinzialverbandes der Nationalliberalen Partei der Provinz Posen und 1912 bis 1917 Mitglied im Zentralvorstand der Nationalliberalen. Von 1913 bis 1918 vertrat Künzer den Wahlkreis 2 Posen für die Nationalliberalen im Preußischen Abgeordnetenhaus.
Als die Provinz Posen durch den Friedensvertrag von Versailles großenteils an die Zweite Polnische Republik gefallen war, war Künzer von 1920 bis 1924 Geschäftsführer des Deutschen Sparkassenverbandes. Er saß im Vorläufigen Reichswirtschaftsrat.

## Werke
- Richtlinien für die zeitgemässe Ausgestaltung der Sparkassengeschäfte, 1920.
- Arbeit und Entwicklung der deutschen Sparkassen im letzten Jahre, 1922.

Herausgeber
Deutsche Sparkassen Zeitung (seit 1902)